# Ningbo-Museum
Das Ningbo-Museum (chinesisch 寧波博物館 / 宁波博物馆, Pinyin Níngbō bówùguǎn; auch Yinzhou-Museum) befindet sich im Stadtbezirk Yinzhou der Stadt Ningbo und wurde von 2003 bis 2008 errichtet. Sein Architekt ist der Pritzker-Preisträger Wang Shu.

## Dauerausstellungen
- Ausstellung der Geschichte von Ningbo: Diese Abteilung wird als Kern des ganzen Museums angesehen und birgt eine Sammlung von der jungsteinzeitlichen Hemudu-Kultur bis zu der Kolonisierung im späten 19. Jahrhundert. Um die vergangene Zeit wieder aufzubauen, werden unterschiedliche Modelle und Dioramen verwendet. Dazu zählt auch die Veranschaulichung der Herstellung von Seladons, eine besondere Variante von Keramik, die schon seit dem 13. Jahrhundert nach Europa exportiert wurde.[2]

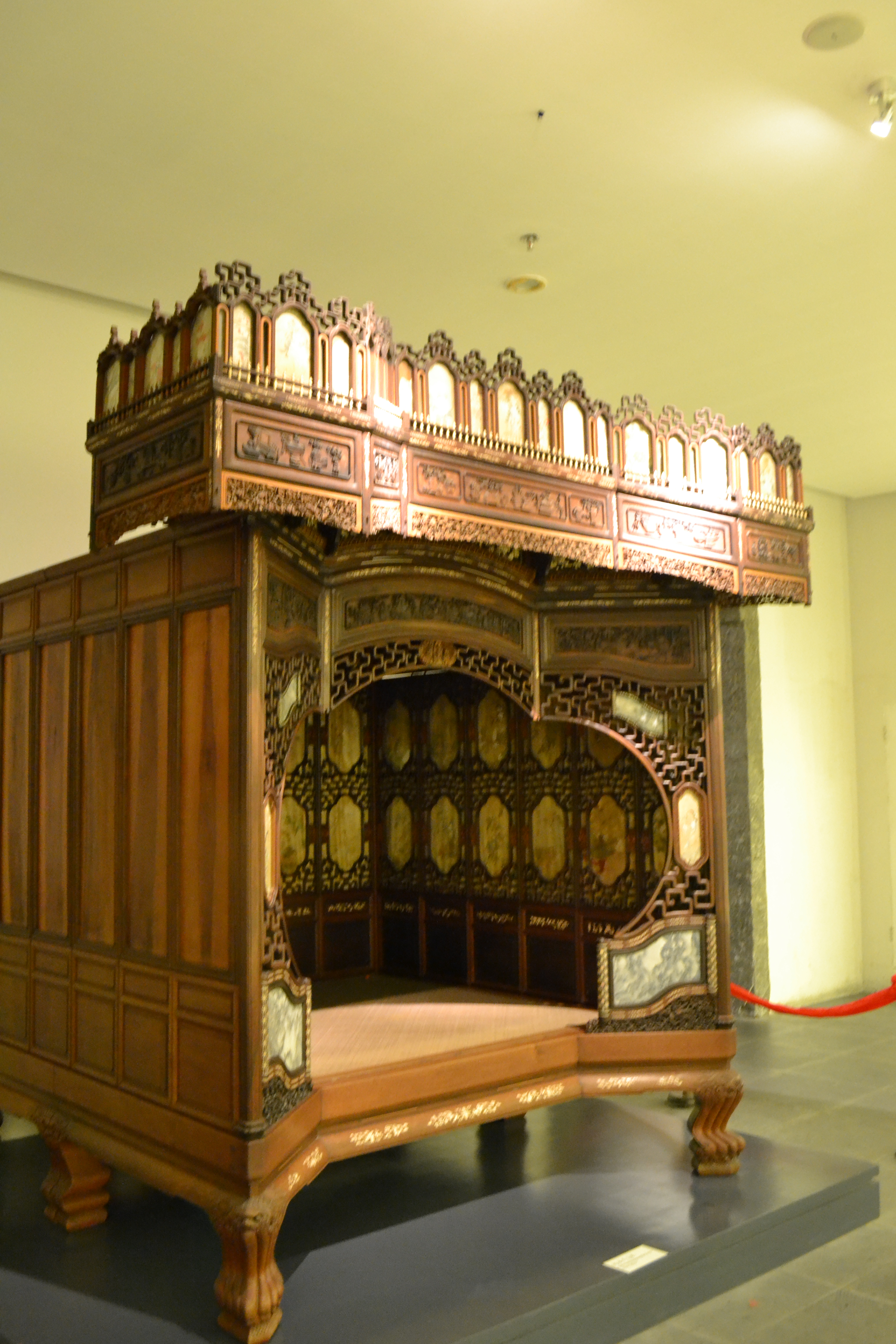
Brautbett

- Ausstellung der Volkskunde von Ningbo: In dieser Abteilung werden Kunstgewerbliche Gegenstände und Handwerkszeug präsentiert. Ein Glanzstück der Ausstellung ist ein Brautbett mit einer aufwendigen Holzschnitzerei.[3]
- Galerie der Bambusschnitzerei: Die meisten Exponate stammen aus der Sammlung von Qin Kangxiang und gelangten als Schenkung in das Museum.[4]